# 薄叶朱砂杜鹃
薄叶朱砂杜鹃（学名：Rhododendron tenuifolium）为杜鹃花科杜鹃花属下的一个种。